# Wladimir Kaminer
Wladimir Kaminer (Ruso: Владимир Викторович Каминер, Vladímir Víktorovich Kamíner; nacido el 19 de julio de 1967 en Moscú) es un columnista, pincha discos y escritor alemán de origen judío

## Biografía
Tras formarse en ingeniería de sonido para el teatro y la radio decidió estudiar dramaturgia en el Instituto Moscovita de Teatro. Tras la caída del Muro de Berlín emigró y se estableció en Marzahn (hoy Marzahn-Hellersdorf), Berlín, en 1990.
Desde el final de los años 90 pasó a convertirse en una figura conocida dentro del mundo de la literatura y el arte berlineses que tomaron como base el Kaffee Burger. Allí realiza recitales de manera regular, además de contribuir a otras entidades literarias alemanas.
Kaminer dirigía un espectáculo radiofónico semanal, llamado Wladimir's World en el programa para inmigrantes Radio Multikulti de la radio de Berlín y Brandeburgo.
Kaminer también organiza las Russendiskos, donde pincha música exclusivamente de grupos rusos. Las Russendiskos empezaron originalmente en el Kaffee Burger, pero a día de hoy se conocen por toda Alemania.
Toda su literatura es en alemán a pesar de ser el ruso su primera lengua.
En 2006 anunció su intención de competir por la alcaldía berlinesa en 2011, y de hecho el último capítulo de su libro Ich bin kein Berliner se titula "Mi primer discurso como candidato a la alcaldía" (Meine erste Rede als Bürgermeisterkandidat).